# Jean Bardin
Jean Bardin (Montbard, 31 oktober 1732 - Orléans, 6 oktober 1809) was een Frans kunstschilder.

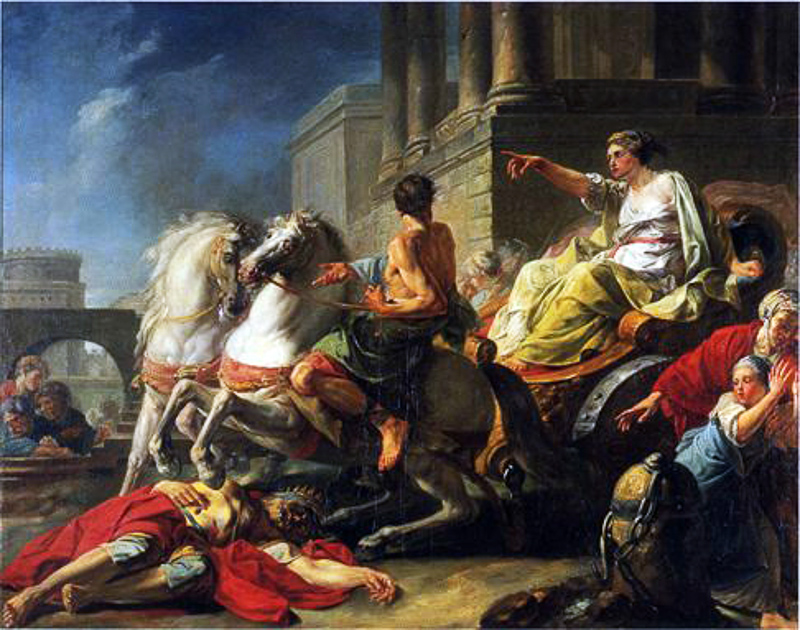
Tullia rijdt met haar wagen over het lijk van haar vader, Servius Tullius.

## Jeugd
Zijn ouders waren onbemiddeld en stuurde de jongen op zestienjarige leeftijd naar Parijs waar hij een positie in de handel moest zoeken. Hij volgde teken- en schilderlessen onder meer bij Lagrenée l'aîné (1739-1821), vervolgens bij Jean-Baptiste Marie Pierre, de Premier peintre du roi, in het Nederlands de Eerste schilder van de koning.

## Verdere loopbaan
Jean Bardin won de Prix de Rome in 1765 met het doek Tullia rijdt met haar wagen over het lijk van haar vader. Hij krijgt een slechte kritiek in Diderots Revue des tableaux du Salon de 1765 et 1767 voor de doeken die hij op de Parijse salon tentoonstelde. Van 1768 tot en met 1772 verbleef hij in Rome in de Palazzo Mancini.
Hij was leraar van Jacques Louis David en Jean-Baptiste Regnault die hij tussen 1770 en 1775 meenam naar Italië. 
In 1772 keerde hij terug naar Parijs en kreeg hij een opdracht voor het schilderen van een Onbevlekte ontvangenis, voor een kapel van de Saint-Denis. Hij schilderde een groot doek voor het Colisée in Parijs dat in 1771 geopend werd, voorstellende het martelaarschap van Sint Andreas.
Hij schilderde in opdracht van koning Lodewijk XV een Aanbidding door de drie koningen voor de kapel van het kasteel van Fontainebleau, en voorstellingen van de heiligen Bernardinus van Siena en Nicolaas van Myra. 
Het schilderij Sainte Catherine a milieu des docteurs zorgt ervoor dat hij aan de Académie des Beaux-Arts in Parijs wordt toegelaten. 
Jean Bardin werd na de stichting van de teken- schilderacademie in Orléans in 1785 directeur van deze school, genaamd het Lycée. 
Als zijn laatste grote werk zou hij zeven doeken schilderen met als onderwerp de zeven sacramenten voor het klooster van Valbonne in Zuid-Frankrijk. De eerste drie doeken werden op de Salon van Parijs tentoongesteld. Vóór het begin van de Franse revolutie in 1789 wist hij nog drie doeken af te maken, maar het zevende doek zou hij nooit schilderen.
- Bibliothèque nationale de France: cb16765962p (data)
- Gemeinsame Normdatei: 1144201977
- International Standard Name Identifier: 0000 0000 6893 1830
- Library of Congress Control Number: no2023018567
- RKD-Nederlands Instituut voor Kunstgeschiedenis: 4390
- Union List of Artist Names: 500012253
- Virtual International Authority File: 95755900